# Fort Samaipata
Fort Samaipata (hiszp. El Fuerte de Samaipata) – stanowisko archeologiczne w centralnej części Boliwii położone na skalnym wzgórzu na wysokości około 2 000 m n.p.m. Założony w III wieku. W XIV wieku po zdobyciu przez Inków przekształcone w centrum religijne. Po zdobyciu przez Hiszpanów fortyfikacje zostały rozbudowane do obszaru 40 ha. Centralną część stanowi czerwonawy masyw piaskowca, podzielony na dwie części: górną (zwaną El Mirador) i dolną na której zachowały się wyryte figury geometryczne oraz wizerunki drapieżnych kotów i węży. Na południe od masywu znajdują się pozostałości zabudowań części administracyjno-mieszkalnej.